# 2017年夏季世界大學運動會網球比賽
2017年夏季世界大學運動會網球比賽，是2017年夏季世界大學運動會在臺北市網球中心舉行的網球比賽，比賽時間為8月21日至8月29日。

## 獎牌榜
*   主辦國家／地區
| 排名 | 国家／地区 | 金牌 | 银牌 | 铜牌 | 總數 |
| ---- | ---------- | ---- | ---- | ---- | ---- |
| 1    | 中华台北   | 4    | 1    | 2    | 7    |
| 2    | 泰国       | 1    | 2    | 1    | 4    |
| 3    | 日本       | 1    | 1    | 3    | 5    |
| 4    | 俄罗斯     | 1    | 0    | 2    | 3    |
| 5    | 英国       | 0    | 1    | 1    | 2    |
| 6    | 韩国       | 0    | 1    | 0    | 1    |
| 6    | 斯洛伐克   | 0    | 1    | 0    | 1    |
| 8    | 中国香港   | 0    | 0    | 1    | 1    |
| 8    | 葡萄牙     | 0    | 0    | 1    | 1    |
| 8    | 美国       | 0    | 0    | 1    | 1    |
| 總計 | 總計       | 7    | 7    | 12   | 26   |

## 獲勝者
| 項目              | 金牌                                                | 银牌 | 铜牌                                                               |
| 男子單打 （詳細） | 莊吉生（中华台北）                                  | 洪性贊（韩国）                                                                                                | 努诺·博尔热斯（葡萄牙）                                            |
| 男子單打 （詳細） | 莊吉生（中华台北）                                  | 洪性贊（韩国）                                                                                                | 羅曼·薩菲烏林（俄罗斯）                                            |
| 女子單打 （詳細） | Varatchaya Wongteanchai（泰国）                     | 李亞軒（中华台北）                                                                                            | 張凱貞（中华台北）                                                 |
| 女子單打 （詳細） | Varatchaya Wongteanchai（泰国）                     | 李亞軒（中华台北）                                                                                            | Patcharin Cheapchandej（泰国）                                     |
| 男子雙打 （詳細） | 阿斯兰·卡拉采夫、Richard Muzaev（俄罗斯）           | Jack Findel-Hawkins、卢克·约翰逊（英国）                                                                      | 今井慎太郎、上杉海斗（日本）                                       |
| 男子雙打 （詳細） | 阿斯兰·卡拉采夫、Richard Muzaev（俄罗斯）           | Jack Findel-Hawkins、卢克·约翰逊（英国）                                                                      | 黃俊鏗、楊柏朗（中国香港）                                         |
| 女子雙打 （詳細） | 詹詠然、詹皓晴（中华台北）                          | Varatchaya Wongteanchai、Varunya Wongteanchai（泰国）                                                         | Emily Arbuthnott、奥利维亚·尼科尔斯（英国）                        |
| 女子雙打 （詳細） | 詹詠然、詹皓晴（中华台北）                          | Varatchaya Wongteanchai、Varunya Wongteanchai（泰国）                                                         | 林惠里奈、梶谷櫻舞（日本）                                         |
| 混合雙打 （詳細） | 林惠里奈、上杉海斗（日本）                          | Simona Parajová、Ivan Košec（斯洛伐克）                                                                       | 詹詠然、謝政鵬（中华台北）                                         |
| 混合雙打 （詳細） | 林惠里奈、上杉海斗（日本）                          | Simona Parajová、Ivan Košec（斯洛伐克）                                                                       | 美国（USA） · Jada Hart、Logan Staggs                              |
| 男子團體 （詳細） | 中华台北（TPE） · 謝政鵬 · 莊吉生 · 李冠毅 · 彭賢尹 | 日本（JPN） · 伊藤雄哉 · 今井慎太郎 · 上杉海斗                                                                | 俄罗斯（RUS） · 阿斯兰·卡拉采夫 · Richard Muzaev · Roman Safiullin |
| 女子團體 （詳細） | 中华台北（TPE） · 詹皓晴 · 詹詠然 · 張凱貞 · 李亞軒 | 泰国（THA） · Patcharin Cheapchandej · Chompoothip Jundakate · Varatchaya Wongteanchai · Varunya Wongteanchai | 日本（JPN） · 牛島里咲 · 加治遙 · 林惠里奈 · 梶谷櫻舞              |

## 參照
- 夏季世界大學運動會網球比賽

## 外部連結
- 2017年夏季世界大學運動會－網球 （页面存档备份，存于）